# الدوم (قرية)
الدوم هي إحدى قرى النوبة والتي تقع في السودان في منطقة دنقلا.